# Červený potok (vattendrag i Tjeckien, lat 50,32, long 14,33)
Červený potok är ett vattendrag i Tjeckien. Det ligger i den centrala delen av landet, 26 km norr om huvudstaden Prag.